# Benjamin Blumberg
Benjamin Blumberg (hebräisch בנימין בלומברג; * 1923 in Mikwe Israel, Palästina; † 28. August 2018) war Chef des Büros für besondere Aufgaben – der 1957 zum Schutz des israelischen Kernwaffenprogramms geschaffenen, außerhalb der Strukturen des Verteidigungsministeriums wirkenden, streng geheimen Nachrichtenagentur, die später als „Büro für wissenschaftliche Verbindungen“ (Lischka le Kischrei Mada – Lakam) umbenannt wurde. Er bekleidete diese Aufgabe bis 1981.

## Leben
Blumberg wuchs in einem Kibbuz auf. Er war Kämpfer der Hagana, einer jüdischen Verteidigungsformation und Teilnehmer am Unabhängigkeitskrieg (1948–1949). Anschließend arbeitete er mit dem israelischen Sicherheitsdienst Schin Bet zusammen, später wurde er zum Sicherheitschef des Verteidigungsministeriums ernannt, sowohl des Amtes selbst als auch von den ihm unterstehenden Konstruktionsbüros und Rüstungsbetrieben. Mitte der 1950er Jahre, während des Baus des ersten israelischen Kernreaktors mit französischer Hilfe, erhielt das Büro Blumbergs die Aufgabe, das streng geheime Negev Nuclear Research Center in Dimona, in der Wüste Negev, zu schützen. Mitte der 60er Jahre, als der Präsident Frankreichs Charles de Gaulle die Hilfe für das israelische Nuklearprogramm einstellte, begann Blumberg sich darum zu bemühen, spaltbares Material aus anderen Quellen zu bekommen. Sein erster Erfolg war der Einkauf von 21 Tonnen schweren Wassers aus  Norwegen, anschließend bezog er Uran illegal aus den  USA. Die amerikanische Atomenergiekommission gab bekannt, dass aus einer Firma, mit der Blumberg Geschäfte machte, 267 Kilogramm dieses Rohstoffs verschwunden waren. In Zusammenarbeit mit dem israelischen Nachrichtendienst Mossad fingen die Agenten Blumbergs ebenso 200 Tonnen Uranoxid ab, das aus dem deutschen Frachter Scheersberg auf der Linie von Antwerpen nach Genua im Jahre 1968 verschwand (Operation Plumbat). Mit einer bisher nicht dagewesenen Energie arbeitend, setzte Blumberg seine Leute auch auf anderen Feldern der Wirtschaftsspionage ein, besonders für den Diebstahl an Raketentechnologie.
Neben den Erfolgen, die er erzielte, gab es auch kritische Stimmen. In einem Buch mit dem Titel Jeder Spion ist ein Fürst schreiben Dan Raviv und Yossi Melman: „In einem kleinen Kreis von Israelis, die in die Existenz des Lakam eingeweiht waren, beklagten sich einige, dass Blumberg eine übermäßige Schwäche für seine Freunde habe, denen er half, sich zu bereichern. Mit voller Hand verteile er wertvolle Informationen und lukrative Posten. Es tauchten sogar Anspielungen auf, dass der Chef des Lakam daraus persönlichen Nutzen ziehe, obwohl nur wenige seine makellose Ehrlichkeit und den bescheidenen Lebensstil in Zweifel zogen.“
Im Mai 1977, nachdem die rechte Likud-Partei Menachem Begins an die Macht gekommen war, verstärkte sich der Druck, den mit dem Establishment der Arbeiterpartei verbundenen Blumberg zu entfernen. Trotzdem gelang es ihm für eine bestimmte Zeit, den Posten zu behalten, obgleich seine Tätigkeit einer bedeutend strengeren Kontrolle unterworfen wurde. Schließlich jedoch entschied der Verteidigungsminister in der Regierung Begin, Ariel Scharon, dass Blumberg im Zusammenhang mit der stärker werdenden Kritik gehen müsse. 1981 übernahm Rafi Eitan die Funktion Blumbergs.